# 金門縣議會
24°25′41″N 118°19′23″E / 24.428157°N 118.323062°E
金門縣議會是中華民國福建省金門縣的最高立法機關，成立於1992年11月7日中華民國政府宣告金馬地區解除戒嚴、終止戰地政務之時。
金門縣議會議員由20歲以上之金門縣縣民民選產生，每四年選舉一次，共劃分3個選區。議員任期四年，無連任次數之限制。第一屆金門縣議會在1994年元月，依據《福建省金門縣連江縣實施地方自治綱要》及《金門縣連江縣議會組織規程》之規定，選舉產生議員組成。
目前為第8屆縣議會，於2022年12月25日就任，現任議長為中國國民黨籍的洪允典，副議長為中國國民黨籍的歐陽儀雄。

## 議員選區及本屆議員
金門縣議會議員由公民直選產生，第七屆金門縣議員任期由2022年到2026年。
| 選舉區   | 範圍                 | 席次 | 政黨       | 議員     | 備註                                                             |
| -------- | -------------------- | ---- | ---------- | -------- | ---------------------------------------------------------------- |
| 第一選區 | 金城鎮 金寧鄉 烏坵鄉 | 10   | 無黨籍     | 董森堡   | 連任                                                             |
| 第一選區 | 金城鎮 金寧鄉 烏坵鄉 | 10   | 中國國民黨 | 許玉昭   | 連任                                                             |
| 第一選區 | 金城鎮 金寧鄉 烏坵鄉 | 10   | 無黨籍     | 石永城   | 連任                                                             |
| 第一選區 | 金城鎮 金寧鄉 烏坵鄉 | 10   | 無黨籍     | 陳泱瑚   | 新任                                                             |
| 第一選區 | 金城鎮 金寧鄉 烏坵鄉 | 10   | 民主進步黨 | 蔡其雍   | 新任                                                             |
| 第一選區 | 金城鎮 金寧鄉 烏坵鄉 | 10   | 中國國民黨 | 歐陽儀雄 | 連任，副議長                                                     |
| 第一選區 | 金城鎮 金寧鄉 烏坵鄉 | 10   | 中國國民黨 | 洪允典   | 連任，議長                                                       |
| 第一選區 | 金城鎮 金寧鄉 烏坵鄉 | 10   | 無黨籍     | 許大鴻   | 新任                                                             |
| 第一選區 | 金城鎮 金寧鄉 烏坵鄉 | 10   | 無黨籍     | 唐麗輝   | 連任                                                             |
| 第一選區 | 金城鎮 金寧鄉 烏坵鄉 | 10   | 無黨籍     | 李養生   | 連任                                                             |
| 第二選區 | 金湖鎮 金沙鎮        | 7    | 無黨籍     | 陳錦偉   | 新任                                                             |
| 第二選區 | 金湖鎮 金沙鎮        | 7    | 無黨籍     | 楊育菡   | 新任，因妨害投票遭判當選無效（上訴遭到駁回），本案定讞，確定解職 |
| 第二選區 | 金湖鎮 金沙鎮        | 7    | 無黨籍     | 吳佩雯   | 因楊育菡當選無效確定，遞補席次                                   |
| 第二選區 | 金湖鎮 金沙鎮        | 7    | 中國國民黨 | 蔡水游   | 連任                                                             |
| 第二選區 | 金湖鎮 金沙鎮        | 7    | 無黨籍     | 周子傑   | 連任                                                             |
| 第二選區 | 金湖鎮 金沙鎮        | 7    | 無黨籍     | 張雲量   | 新任                                                             |
| 第二選區 | 金湖鎮 金沙鎮        | 7    | 中國國民黨 | 王國代   | 新任                                                             |
| 第二選區 | 金湖鎮 金沙鎮        | 7    | 中國國民黨 | 王秀玉   | 連任                                                             |
| 第三選區 | 烈嶼鄉               | 2    | 中國國民黨 | 洪成發   | 連任                                                             |
| 第三選區 | 烈嶼鄉               | 2    | 無黨籍     | 洪鴻斌   | 連任                                                             |

## 歷任正副議長
| 屆別   | 任期           | 任期           | 議長   | 議長       | 副議長   | 副議長     | 備註 |
| 屆別   | 就任日期       | 卸任日期       | 姓名   | 黨籍       | 姓名     | 黨籍       | 備註 |
| ------ | -------------- | -------------- | ------ | ---------- | -------- | ---------- | ---- |
| 第一屆 | 1994年3月1日   | 1998年3月1日   | 王水彰 | 中國國民黨 | 歐陽彥木 | 中國國民黨 |      |
| 第二屆 | 1998年3月1日   | 2002年3月1日   | 陳水木 | 中國國民黨 | 許玉昭   | 中國國民黨 |      |
| 第三屆 | 2002年3月1日   | 2006年3月1日   | 莊良時 | 中國國民黨 | 許永鎮   | 無黨籍     |      |
| 第四屆 | 2006年3月1日   | 2010年3月1日   | 謝宜璋 | 無黨籍     | 許玉昭   | 中國國民黨 |      |
| 第五屆 | 2010年3月1日   | 2014年12月25日 | 王再生 | 中國國民黨 | 許建中   | 中國國民黨 |      |
| 第六屆 | 2014年12月25日 | 2018年12月25日 | 洪麗萍 | 中國國民黨 | 謝東龍   | 中國國民黨 |      |
| 第七屆 | 2018年12月25日 | 2022年12月25日 | 洪允典 | 中國國民黨 | 周子傑   | 無黨籍     |      |
| 第八屆 | 2022年12月25日 |                | 洪允典 | 中國國民黨 | 歐陽儀雄 | 中國國民黨 |      |

## 外部連結
- 金門縣議會 （页面存档备份，存于）（中文）
- YouTube上的kmccTV金門縣議會頻道